# Palazzo Emo alla Maddalena
Palazzo Emo alla Maddalena è un palazzo di Venezia affacciato sul Canal Grande tra Palazzo Molin Querini e Palazzo Soranzo Piovene.

## Storia
Il palazzo fu realizzato nel XVII secolo. In questo palazzo non abitò Angelo Emo (1731-1792), ammiraglio di marina, del ramo di San Simeon Piccolo. Il palazzo venne infatti acquisito dagli Emo di San Leonardo a inizio del XVII secolo grazie al matrimonio, nel 1610, di Alvise Emo, figlio naturale di Francesco e Cassandra Donà, con Eleonora Rodriguez di Diego: nel 1616, con parte dell'eredità di Diego Rodriguez, vennero comprate la casa da stazio sul Canal Grande e alcune casette, sempre al traghetto della Maddalena. (Prima il palazzo era della famiglia Viaro). A metà '700 i proprietari sono Francesco e Gerolamo Emo q. Alvise, che nel 1749 consentono, previo accordo, che venga completata la sopraelevazione del contiguo palazzo Molin Querini.

## Architettura
Presenta, similarmente all'attiguo Palazzo Molin Querini, una facciata divisa in due sezioni e quindi un duplice orientamento. Tale accorgimento aveva la sola finalità di assecondare la sinuosità del canale. La facciata presenta degli anacronismi e sembra risalire al XVI secolo. La facciata si sviluppa su quattro piani, presentando piano terra, mezzanino, piano nobile e sottotetto. La potenza espressiva della facciata si concentra nel gruppo costituito dal portale ad acqua e dalla sovrastante serliana. Al piano nobile sono presenti anche monofore, due a destra e tre a sinistra della serliana.